# 39 Gwardyjska Dywizja Strzelecka

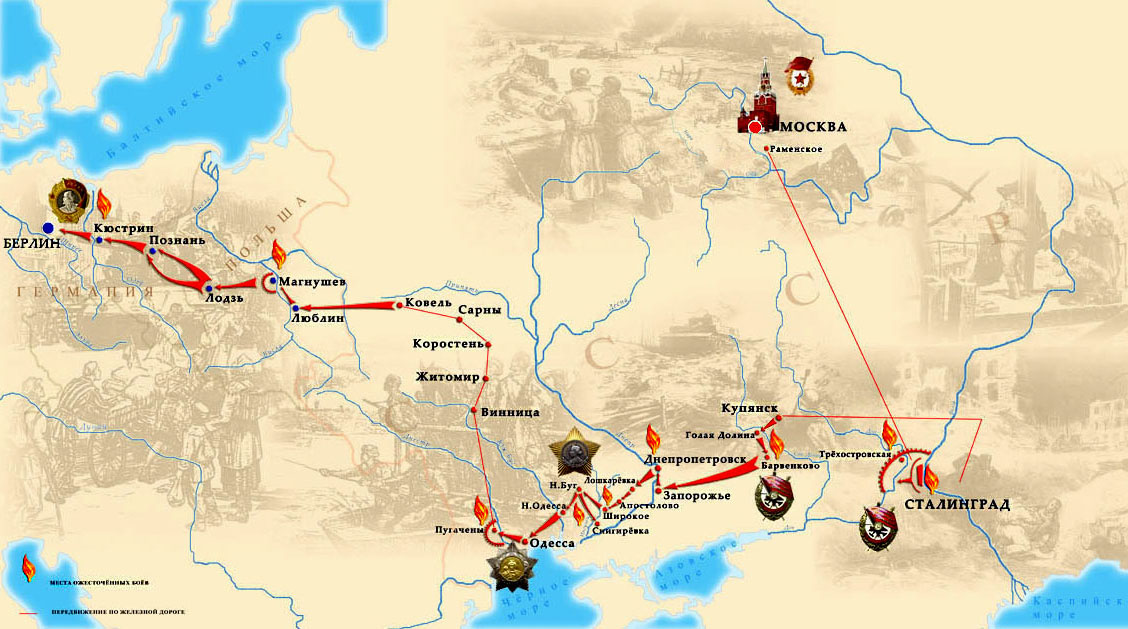
Szlak bojowy 39 Gwardyjskiej Dywizji Strzeleckiej

39 Gwardyjska Dywizja Strzelecka (ros. 39-я гвардейская стрелковая дивизия) – związek taktyczny (dywizja) Armii Czerwonej.

## Historia
39 Gwardyjska Dywizja Strzelecka została utworzona na bazie 5 Korpusu Powietrznodesantowego. Służyło w niej dużo komunistów i konsomolców. Aby pokonać III Rzeszę, jej szlak bojowy prowadził przez ziemie polskie: Lublin, przyczółek magnuszewski, Łódź i Poznań. Szczególnie ciężkie walki 39 Gwardyjska Dywizja Strzelecka dowodzona przez gen. płk. Jefima Marczenkę stoczyła o Poznań, a zdobycie go 4 lutego 1945 roku kończyło okupację niemiecką na terenie miasta. W tym czasie 39 Gwardyjska Dywizja Strzelecka  wchodziła w skład 28 Korpusu Strzeleckiego razem z którym forsowała rzekę Odrę.
Stolicę III Rzeszy zdobywała w składzie 4 Gwardyjskiego Korpusu Strzeleckiego z 8 Gwardyjskiej Armii w ramach oprercji berlińskiej. Za bohaterstwo w walkach o Berlin odznaczona została Orderem Lenina. Po zakończeniu wojny pozostała na terytorium Niemieckiej Republiki Demokratycznej.

## Dowódcy dywizji
- gen. mjr Stiepan Gurjew (01.08.1942 - 30.04.1943)
- gen. mjr Wasilij Leszinin (01.04.1943 - 31.12.1943)
- Iwan Siemienow (01.12.1943 - 31.12.1943)
- płk Siergiej Kamynin (01.01.1944 - 29.02.1944)
- płk Wiktor Sztrigoł (17.02.1944 - 08.08.1944)
- gen. płk Jefim Marczenko (01.08.1944 - 31.05.1945)[5]